# Bingoal Stadion
Bingoal Stadion (do 2017: Kyocera Stadion do 2021: Cars Jeans Stadion) – wielofunkcyjny stadion znajdujący się w Hadze, w Holandii. Od sezonu 2007/08 swoje mecze na tym obiekcie rozgrywa zespół piłkarski ADO Den Haag. Pojemność stadionu wynosi 15 000 osób.
Stadion zastąpił w 2007 wysłużony Zuiderpark Stadion, na którym ADO Den Haag rozgrywało swoje mecze w latach: 1925-2007.